# Chafsin
Chafsin (arab. خفسين) – wieś w Syrii, w muhafazie Hama. W 2004 roku liczyła 960 mieszkańców.